# All-Star Game LNB
Le All-Star Game LNB est un match annuel français de basket-ball confrontant une sélection des meilleurs joueurs étrangers du Championnat de France contre une sélection des meilleurs joueurs français. Créé en 1987, il est librement inspiré du NBA All-Star Game.

## Historique
Organisé par la Ligue nationale de basket-ball, l’instance professionnelle du basket-ball français, le All-Star Game a d'abord vu s’affronter l’Ouest et l’Est, avant un changement de formule en 1992 qui a alors vu s'affronter les étrangers et les Français du championnat. De 2002 à 2015, l'équipementier Nike est choisi comme partenaire et organisateur, le All-Star Game a pris un nouvel envol, s’implantant durablement dans le Palais omnisports de Paris-Bercy, le dimanche entre Noël et Nouvel An, et réunissant de plus en plus de spectateurs. Les huit dernières éditions se sont ainsi déroulées à guichets fermés. Depuis 2015 le nouvel équipementier est Peak.

## Animations
À l'image de son homologue américain, de nombreuses animations viennent compléter le gala : concours de dunks, de meneurs, à 3 points au niveau sportif, mais aussi musicales avec des performances live.
Aussi, un spectateur tiré au sort a la possibilité d'effectuer un shoot du milieu du terrain pour 100 000 €, entre la fin du 3e quart temps et le début du 4e. Il a été converti une seule fois, en 2013, par Thomas Bérau,.

## Palmarès
| Année | Lieu                      | Résultat                                                     | MVP                                           |
| 1987  | Limoges                   | Ouest bat Est 134-128                                        | Robert Smith (AS Monaco)                      |
| 1988  | Mulhouse                  | Ouest bat Est 164-136                                        | Graylin Warner (Cholet Basket)                |
| 1989  | Cholet                    | Ouest bat Est 148-141                                        | Graylin Warner (Cholet Basket)                |
| 1990  | Nancy                     | Est bat Ouest 170-146                                        | Robert Smith (Antibes)                        |
| 1991  | Pau                       | Ouest bat Est 151-121                                        | José Vargas (Saint-Quentin)                   |
| 1992  | Gravelines                | Français bat Étrangers 159-137                               | Hugues Occansey (Antibes)                     |
| 1993  | Évreux                    | Étrangers bat Français 127-125                               | Jim Bilba (CSP Limoges)                       |
| 1994  | Tours                     | Étrangers bat Français 110-108                               | Hervé Dubuisson (Sceaux)                      |
| 1995  | Pau                       | Étrangers bat Français 147-137                               | David Rivers (Antibes)                        |
| 1996  | Villeurbanne              | Français bat Étrangers 134-127                               | Tony White (Antibes)                          |
| 1997  | Montpellier               | Étrangers bat Français 115-109                               | Stéphane Risacher (PSG Racing)                |
| 1998  | Dijon                     | Français bat Étrangers 112-98                                | Jerry McCullough (BCM Gravelines)             |
| 1999  | Paris (Coubertin)         | Étrangers bat Français 124-122ap                             | Keith Hill (SLUC Nancy)                       |
| 2000  | Nancy Antibes             | Étrangers bat Français 103-93 Français bat Étrangers 123-117 | Stanley Jackson (JDA Dijon) Jim Bilba (ASVEL) |
| 2001  | Chalon-sur-Saône          | Étrangers bat Français 104-97                                | Nikola Radulović (ASVEL)                      |
| 2002  | Paris (POPB)              | Étrangers bat Français 131-118                               | Dragan Lukovski (Pau-Orthez)                  |
| 2003  | Paris (POPB)              | Français bat Étrangers 126-113                               | Cyril Julian (Pau-Orthez)                     |
| 2004  | Paris (POPB)              | Français bat Étrangers 126-113                               | Amara Sy (Le Mans)                            |
| 2005  | Paris (POPB)              | Étrangers bat Français 96-85                                 | K'Zell Wesson (BCM Gravelines)                |
| 2006  | Paris (POPB)              | Étrangers bat Français 124-108                               | Dewarick Spencer (Chorale Roanne)             |
| 2007  | Paris (POPB)              | Français bat Étrangers 94-82                                 | Nando de Colo (Cholet)                        |
| 2008  | Paris (POPB)              | Étrangers bat Français 108-101                               | Laurent Sciarra (Orléans)                     |
| 2009  | Paris (POPB)              | Français bat Étrangers 89-88                                 | Steed Tchicamboud (SLUC Nancy)                |
| 2010  | Paris (POPB)              | Étrangers bat Français 103-90                                | Davon Jefferson (ASVEL)                       |
| 2011  | Paris (POPB)              | Français bat Étrangers 130-123                               | Amara Sy (Orléans)                            |
| 2012  | Paris (POPB)              | Étrangers bat Français 111-107                               | Dwight Buycks (BCM Gravelines)                |
| 2013  | Paris (POPB)              | Français bat Étrangers 130-117                               | Nobel Boungou Colo (CSP Limoges)              |
| 2014  | Paris (Zénith de Paris)   | Français bat Étrangers 137-135ap                             | Adrien Moerman (CSP Limoges)                  |
| 2015  | Paris (AccorHotels Arena) | Français bat Étrangers 146-119                               | Andrew Albicy (BCM Gravelines)                |
| 2016  | Paris (AccorHotels Arena) | Étrangers bat Français 130-129                               | John Roberson (Chalon-sur-Saône)              |
| 2017  | Paris (AccorHotels Arena) | Français bat Étrangers 181-175ap                             | Amara Sy (Monaco)                             |
| 2018  | Paris (AccorHotels Arena) | Français bat Étrangers 153-147                               | Lahaou Konaté (Nanterre)                      |
| 2019  | Paris (AccorHotels Arena) | Étrangers bat Français 129-119ap                             | Eric Buckner (Monaco)                         |
| 2020  | All-Star Game annulé      | All-Star Game annulé                                         | All-Star Game annulé                          |
| 2021  | Paris (Accor Arena)       | Étrangers bat Français 111-110ap                             | Brandon Taylor (BCM Gravelines)               |
| 2022  | Paris (Accor Arena)       | Français bat Étrangers 136-128                               | Victor Wembanyama (Metropolitans 92)          |
| 2023  | Paris (Accor Arena)       | All-Star Monde bat All-Star France 154-149ap                 | Mike James (AS Monaco)                        |
| 2024  | Paris (Accor Arena)       | All-Star Monde bat All-Star France 149-141ap                 | Shevon Thompson (Nancy)                       |

## Les concours
| Année                       | Tir à 3 points                                  | Dunk                                          | Meneur                                         |
| --------------------------- | ----------------------------------------------- | --------------------------------------------- | ---------------------------------------------- |
| 1995                        | Delaney Rudd (ASVEL)                            | Jean-Jacques Bissouma (Pau-Nord Est)          | .                                              |
| 1996                        | Christophe Lion (ASVEL)                         | Alain Digbeu (ASVEL)                          | .                                              |
| 1997                        | Ron Anderson (Le Mans)                          | Thierry Zig (Levallois)                       | .                                              |
| 1998                        | Nenad Marković (CSP Limoges)                    | Laurent Cazalon (Dijon)                       | .                                              |
| 1999                        | Jerome Robinson (SLUC Nancy)                    | Harold Doyal (STB Le Havre)                   | .                                              |
| 2000 (Nancy) 2000 (Antibes) | Jay Larranaga (ASVEL) Yann Barbitch (Antibes)   | Salomon Sami (ASVEL) Laurent Cazalon (Roanne) | .                                              |
| 2001                        | Éric Micoud (Paris)                             | Boris Diaw-Riffiod (Pau-Orthez)               | .                                              |
| 2002                        | Benoît Georget (Gravelines)                     | Steve Lobel                                   | .                                              |
| 2003                        | Éric Micoud (Paris)                             | Stephon Gill                                  | Laurent Sciarra (Paris)                        |
| 2004                        | Ludovic Chelle (Roanne)                         | Steve Lobel                                   | Laurent Sciarra (Paris)                        |
| 2005                        | Frédéric Fauthoux (Pau-Orthez)                  | Kadour Ziani                                  | Tyson Wheeler (Gravelines)                     |
| 2006                        | Tracy Murray (Chalon-sur-Saône)                 | Guy Dupuy                                     | Jimmal Ball (JA Vichy)                         |
| 2007                        | Cédric Ferchaud (Pau-Orthez)                    | Max Kouguère (Gravelines)                     | Jimmal Ball (JA Vichy)                         |
| 2008                        | Cedrick Banks (Orléans)                         | Justin Darlington                             | Tony Skinn (Gravelines)                        |
| 2009                        | Thomas Andrieux (Boulazac)                      | Kevin Kemp                                    | Kareem Reid (JA Vichy)                         |
| 2010                        | Vule Avdalović (Cholet)                         | Zack Wright (Limoges)                         | Antoine Diot (Le Mans)                         |
| 2011                        | Xavier Corosine (Nanterre)                      | Dar Tucker (Aix Maurienne)                    | Léo Westermann (ASVEL Lyon-Villeurbanne)       |
| 2012                        | Xavier Corosine (Nanterre)                      | L.D. Williams (Bourg-en-Bresse)               | Chris Warren (Nanterre)                        |
| 2013                        | Xavier Corosine (Nanterre)                      | Travis Leslie (ASVEL Lyon-Villeurbanne)       | Andrew Albicy (Paris-Levallois)                |
| 2014                        | Hugo Invernizzi (Le Havre)                      | Billy Yakuba Ouattara (AS Denain Voltaire)    | Léo Westermann (Limoges CSP)                   |
| 2015                        | Heiko Schaffartzik (Limoges CSP)                | Billy Yakuba Ouattara (AS Monaco)             | Benjamin Sene (SLUC Nancy)                     |
| 2016                        | Heiko Schaffartzik (Nanterre 92)                | Jérémy Nzeulie (Élan sportif chalonnais)      | Benjamin Sene (SLUC Nancy)                     |
| 2017                        | Heiko Schaffartzik (Nanterre 92)                | D. J. Stephens (Le Mans Sarthe Basket)        | Benjamin Sene (BCM Gravelines Dunkerque)       |
| 2018                        | Bastien Pinault (Élan sportif chalonnais)       | Kevin Harley (Poitiers Basket 86)             | Justin Robinson (Élan sportif chalonnais)      |
| 2019                        | Gabe York (SIG Strasbourg)                      | D. J. Stephens (Le Mans Sarthe Basket)        | Norris Cole (AS Monaco)                        |
| 2020                        | All-Star Game annulé                            | All-Star Game annulé                          | All-Star Game annulé                           |
| 2021                        | Scott Bamforth (Le Mans Sarthe Basket)          | Dylan Affo Mama (Tours Métropole Basket)      | Justin Bibbins (Élan béarnais Pau-Lacq-Orthez) |
| 2022                        | Nicolas Lang (CSP Limoges)                      | Yves Pons (ASVEL Lyon-Villeurbanne)           | T. J. Campbell (Cholet Basket)                 |
| 2023                        | Johnny Berhanemeskel (BCM Gravelines Dunkerque) | Allan Dokossi (JDA Dijon)                     | T. J. Campbell (Cholet Basket)                 |
| 2024                        | Trevor Hudgins (Le Mans)                        | Ike Nwamu (Chartres)                          | T. J. Shorts (Paris Basketball)                |

## Principaux records

### All-Star Game
Jim Bilba détient le record du nombre de sélections au All-Star Game LNB avec 13 sélections, dont 12 consécutives, devant Stéphane Ostrowski (11 sélections), Cyril Julian (9 sélections) et Laurent Sciarra (8 sélections).
Le plus jeune joueur sélectionné de l'histoire du All-Star Game LNB est Théo Maledon à 17 ans et 6 mois en 2018.
Amara Sy a remporté le titre de MVP à trois reprises (2004, 2011, 2017). Graylin Warner, Robert Smith et Jim Bilba ont gagné ce titre à deux reprises. Graylin Warner est le seul joueur à l'avoir gagné deux fois consécutivement en 1988 et 1989.
Le plus jeune MVP du All-Star Game est Victor Wembanyama à 18 ans et 358 jours en 2022, le plus âgé est Hervé Dubuisson à 36 ans et 6 mois en 1994. À noter que 13 saisons séparent le premier et le dernier sacre d'Amara Sy.
Le record de points marqués sur un match est de 44 points, détenu conjointement par Yann Bonato en 1995 et Nadir Hifi en 2023, devant les 40 points de Michael Brooks en 1990 et d'Adrien Moerman en 2015. Stéphane Ostrowski est le meilleur marqueur de l'histoire du All-Star Game LNB avec 226 points inscrits en 11 rencontres.
Dans la catégorie statistique du rebond, Stéphane Ostrowski est également le recordman en carrière avec 94 rebonds. Le record sur une rencontre est détenu par Andrew Fields, avec 17 rebonds lors de l'édition de 1988, devant les 15 prises de Skeeter Jackson en 1988, Michael Brooks en 1990, Ian Lockhart en 1992 et Amara Sy en 2017.
Le record de passes décisives sur un match est détenu par Andrew Albicy en 2017 avec 21 passes, devant les 17 passes d'Élie Okobo en 2017 et les 16 passes de Dragan Lukovski en 2002. Laurent Sciarra est le meilleur passeur de l'histoire du All-Star Game LNB avec 62 passes décisives.
Le record du nombre d'interceptions en un match est détenu par Stanley Jackson et Stevin Smith en 2000 avec 7 ballons volés.
Le record du nombre de contres en un match est détenu par André Roberson avec 5 contres réalisés en 2024, suivi par 9 joueurs avec 3 contres.
Amara Sy est le seul joueur à avoir réussi un triple-double lors d'un All-Star Game LNB, avec 20 points, 15 rebonds et 12 passes décisives, performance réalisée en 2017. Il est également élu MVP du match lors de cette édition.

### Concours
Quatre joueurs ont remporté le concours de dunks à deux reprises : Laurent Cazalon en 1998 et 2000, Steve Lobel en 2002 et 2004, Billy Yakuba Ouattara en 2014 et 2015 et D. J. Stephens en 2017 et 2019.
Xavier Corosine et Heiko Schaffartzik ont remporté chacun le concours de tirs à 3 points à trois reprises consécutives, respectivement en 2011, 2012, 2013 et 2015, 2016, 2017.
Benjamin Sene détient le record de victoires au concours des meneurs avec trois victoires consécutives en 2015, 2016 et 2017.

## Télédiffusion
Les éditions 1987 à 2014 du All Star Game LNB furent diffusées sur Canal+ (puis sur Canal+Sport et Sport+).
L'édition 2015 a été retransmise en direct sur Ma Chaîne Sport et en léger différé sur L'Équipe 21. De 2016 à 2019, c'est au tour de SFR Sport (devenue RMC Sport en 2018) de proposer l'événement en direct. La chaîne Numéro 23 rediffusa les éditions 2016 et 2017 quelques jours après.
En 2021 et 2022, l'évènement fut retransmis sur beIN Sports.
Le 29 juin 2023, un nouvel accord a été conclu entre la LNB, la plateforme Skweek.tv et La chaîne L'Équipe pour la diffusion notamment du All Star Game LNB pendant les 7 prochaines années.
À compter de la saison 2024-2025, un nouvel accord est conclu entre la LNB et DAZN pour la diffusion du All-Star Game lors des cinq prochaines saisons.